# Архиповка (Тарасовский район)
Архи́повка — хутор в Тарасовском районе Ростовской области.
Входит в состав Колушкинского сельского поселения.

## История
В ноябре 1951 года хутор Злодеевка был переименован в Архиповку.

## Население
| 2010 |
| ---- |
| 36   |

## Улицы
На хуторе имеются две улицы — Мира и Садовая.

## Археология
Рядом с Архиповкой имеются памятники археологии:
- Стоянка «Архиповка I» — в 0,3 км к западу от хутора.
- Курганная группа «Ореховый II» — в 2,5 км к северо-западу от хутора.
- Курганная группа «Крутой» — в 1,0 км к северо-востоку от хутора.